# Cuculus solitarius
El cuco solitario o cuclillo solitario (Cuculus solitarius) es una especie de ave cuculiforme de la familia Cuculidae que vive en el África subsahariana.

## Descripción
Miden entre 28 y 30 cm de longitud. El plumaje de las partes superiores es de color gris oscuro y el de las inferiores de color blanco listadas en negro, a excepción del frontal del cuello y la parte superior de pecho que son rojizos. Tiene anillos perioculares amarillos.

## Distribución
Se encuentra en Angola, Benín, Botsuana, Burundi, Camerún, República Centroafricana, Chad, República del Congo, República Democrática del Congo, Costa de Marfil, Guinea Ecuatorial, Etiopía, Gabón, Gambia, Ghana, Guinea, Guinea-Bissau, Kenia, Lesoto, Liberia, Malaui, Mali, Mozambique, Namibia, Nigeria, Ruanda, Senegal, Sierra Leona, Somalia, Sudáfrica, Sudán del Sur, Suazilandia, Tanzania, Togo, Uganda, Zambia y Zimbabue.

## Comportamiento
Su hábitat preferido son los bosques. Generalmente se encuentran en solitario. Se alimenta de insectos.
Los cucos solitarios suelen aparearse con más de una pareja. Practican el parasitismo de puesta, ponen sus huevos en los nidos de otras especies que crían a los pollos. Las hembras ponen alrededor de 20 huevos parduzcos cada temporada distribuidos en sendos nidos.

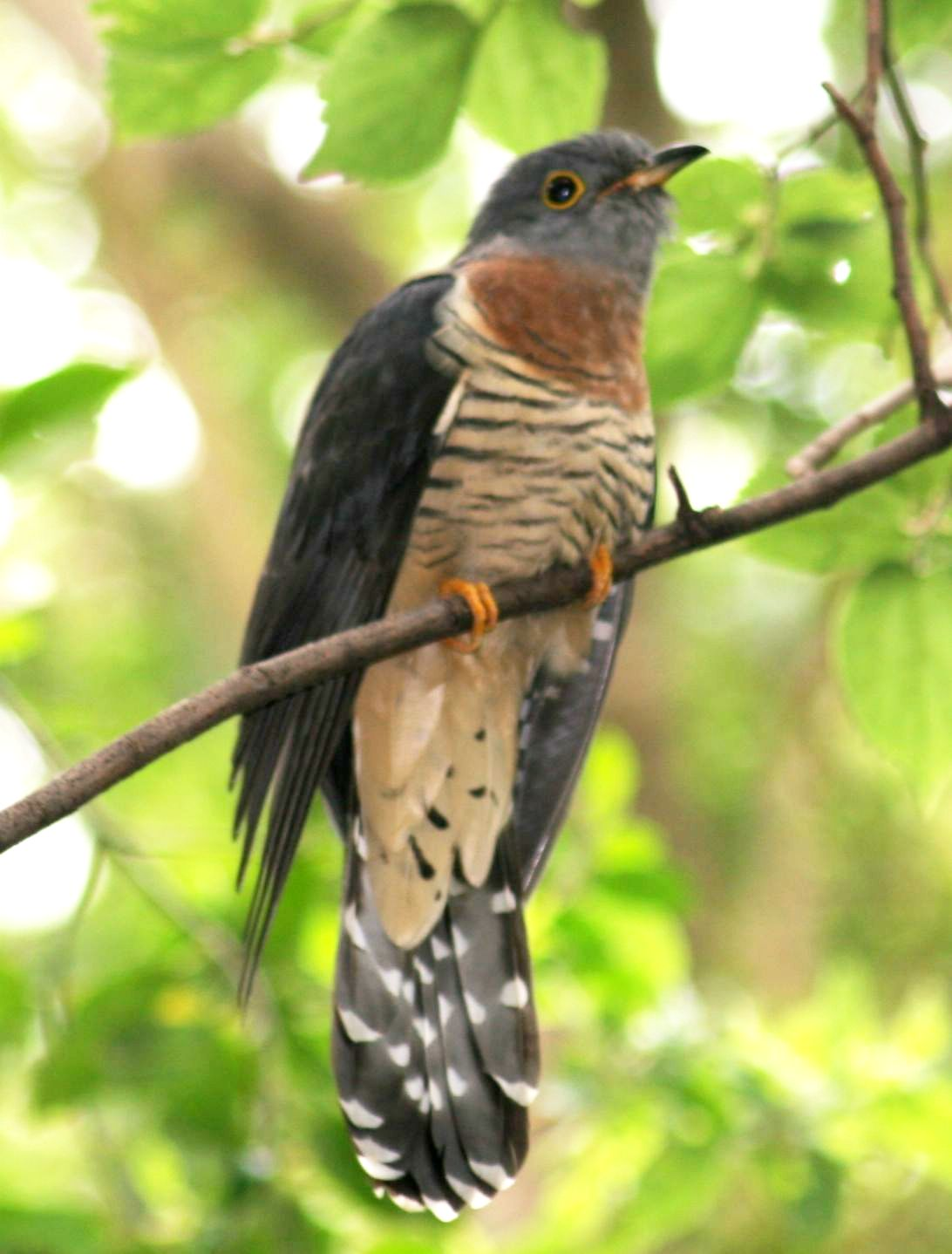
Ejemplar en el Jardín Botánico Nacional Walter Sisulu.